# Szlovák kiejtés
A szlovák nyelv írása nagyjából fonémikus, ami azt jelenti, hogy egy adott betű általában egy hangot jelöl és viszont. Ez alól kivétel csak a lágy d, n, t írásában és az [i], [iː] hangok lejegyzésében van.

## A magánhangzók
A szlovák magánhangzók a következők:
|               | elöl képzett (ajakkerekítés nélküli)         | elöl képzett (ajakkerekítés nélküli)         | középen képzett                              | középen képzett                              | hátul képzett                                | hátul képzett                                |
| rövid         | hosszú                                       | rövid                                        | hosszú                                       | rövid                                        | hosszú                                       |                                              |
| ------------- | -------------------------------------------- | -------------------------------------------- | -------------------------------------------- | -------------------------------------------- | -------------------------------------------- | -------------------------------------------- |
| majdnem zárt  | [i̞]                                          | [i̞ː]                                         |                                              |                                              | [u̞]                                          | [u̞ː]                                         |
| félnyílt      | [ɛ]                                          | [ɛː]                                         |                                              |                                              | [ɔ]                                          | ([ɔː])                                       |
| nyílt         | [æ]                                          |                                              | [a]                                          | [aː]                                         |                                              |                                              |
| kettőshangzók | ([au̯]), ([ɛu̯]), [ɪ̯a], [ɪ̯ɛ], [ɪ̯u̞], [ou̯], [ʊ̯ɔ] | ([au̯]), ([ɛu̯]), [ɪ̯a], [ɪ̯ɛ], [ɪ̯u̞], [ou̯], [ʊ̯ɔ] | ([au̯]), ([ɛu̯]), [ɪ̯a], [ɪ̯ɛ], [ɪ̯u̞], [ou̯], [ʊ̯ɔ] | ([au̯]), ([ɛu̯]), [ɪ̯a], [ɪ̯ɛ], [ɪ̯u̞], [ou̯], [ʊ̯ɔ] | ([au̯]), ([ɛu̯]), [ɪ̯a], [ɪ̯ɛ], [ɪ̯u̞], [ou̯], [ʊ̯ɔ] | ([au̯]), ([ɛu̯]), [ɪ̯a], [ɪ̯ɛ], [ɪ̯u̞], [ou̯], [ʊ̯ɔ] |

A zárójelben álló hangok csak idegen eredetű vagy hangutánzó szavakban fordulnak elő.

## Mássalhangzók
A szlovák mássalhangzók a következők:
|             |             | Bilabiális | Alveoláris | Posztalveoláris | Palatális | Veláris | Glottális |
| ----------- | ----------- | ---------- | ---------- | --------------- | --------- | ------- | --------- |
| Nazális     | Nazális     | [m]        | [n]        |                 | [ɲ]       |         |           |
| Plozíva     | zöngétlen   | [p]        | [t]        |                 | [c]       | [k]     |           |
| Plozíva     | zöngés      | [b]        | [d]        |                 | [ɟ]       | ([ɡ])   |           |
| Affrikáta   | zöngétlen   |            | [t͡s]       | [t͡ʃ]            |           |         |           |
| Affrikáta   | zöngés      |            | ([d͡z])     | ([d͡ʒ])          |           |         |           |
| Frikatíva   | zöngétlen   | ([f])      | [s]        | [ʃ]             |           | [x]     |           |
| Frikatíva   | zöngés      | [v]        | [z]        | [ʒ]             | [j]       |         | [ɦ]       |
| Pergőhang   | Pergőhang   |            | [r], [rː]  |                 |           |         |           |
| Approximáns | Approximáns |            | [l], [lː]  |                 | [ʎ]       |         |           |

A zárójelben álló hangok csak idegen eredetű vagy hangutánzó szavakban fordulnak elő.

## Az egyes betűk kiejtése
A szlovák nyelv meglehetősen fonémikus nyelv, néhány szabály ismeretével könnyen kiejthetők az ismeretlen szavak is.
| Betű (kapcsolat) | Név                                                 | Helyzet                                            | Kiejtés    | Példák                                        |
| ---------------- | --------------------------------------------------- | -------------------------------------------------- | ---------- | --------------------------------------------- |
| A a              | a vagy á                                            |                                                    | [a]        | vaky [ˈʋaki̞]                                  |
| Á á              | á vagy dlhé á                                       |                                                    | [aː]       | vázy [ˈʋaːzi̞]                                 |
| Ä ä              | široké e vagy a s dvoma bodkami vagy prehlasované á |                                                    | [æ]        | päť [pæc]                                     |
| au               |                                                     |                                                    | [aʊ̯]       | auto [ˈaʊ̯tɔ]                                  |
| B b              | bé                                                  | szó végén                                          | [p]        | cíb [t͡si̞ːp]                                   |
| B b              | bé                                                  | c, č, f, ch, k, p, s, š, t, ť előtt                | [p]        | drobček [ˈdrɔpt͡ʃɛk]                           |
| B b              | bé                                                  | máskor                                             | [b]        | ryba [ˈri̞ba]                                  |
| C c              | cé                                                  | b, d, dz, dž, ď, g, h, z, ž előtt                  | [d͡z]       | falcgróf [ˈfald͡zɡrɔːf]                        |
| C c              | cé                                                  | máskor                                             | [t͡s]       | cena [ˈt͡sɛna]                                 |
| Č č              | čé                                                  | b, d, dz, dž, ď, g, h, z, ž előtt                  | [d͡ʒ]       | liečba [ˈʎɪ̯ɛd͡ʒba]                             |
| Č č              | čé                                                  | máskor                                             | [t͡ʃ]       | článok [ˈt͡ʃlaːnɔk]                            |
| D d              | dé                                                  | szó végén                                          | [t]        | sled [slɛt]                                   |
| D d              | dé                                                  | c, č, f, ch, k, p, s, š, t, ť előtt                | [t]        | brdce [ˈbr̩t.t͡sɛ]                              |
| D d              | dé                                                  | e, i, í előtt, szláv eredetű szavakban             | [ɟ]        | bodec [ˈbɔɟɛt͡s]                               |
| D d              | dé                                                  | e, i, í előtt, nem szláv eredetű szavakban         | [d]        | diktatúra [ˈdi̞ktaˌtu̞ːra]                      |
| D d              | dé                                                  | máskor                                             | [d]        | radok [ˈradɔk]                                |
| Ď ď              | ďé vagy mäkké dé                                    | szó végén                                          | [c]        | šeď [ʃɛc]                                     |
| Ď ď              | ďé vagy mäkké dé                                    | c, č, f, ch, k, p, s, š, t, ť előtt                | [c]        | buďto [ˈbu̞ctɔ]                                |
| Ď ď              | ďé vagy mäkké dé                                    | máskor                                             | [ɟ]        | dážď [daːʒɟ]                                  |
| Dz dz            | dzé                                                 | szó végén                                          | [t͡s]       | mosadz [ˈmɔsat͡s]                              |
| Dz dz            | dzé                                                 | c, č, f, ch, k, p, s, š, t, ť előtt                | [t͡s]       | hrádzka [ˈɦraːt͡ska]                           |
| Dz dz            | dzé                                                 | máskor                                             | [d͡z]       | bryndza [ˈbri̞nd͡za]                            |
| Dž dž            | džé                                                 | szó végén                                          | [t͡ʃ]       | bridž [bri̞t͡ʃ]                                 |
| Dž dž            | džé                                                 | c, č, f, ch, k, p, s, š, t, ť előtt                | [t͡ʃ]       | lodžský [ˈlɔt͡ʃski̞ː]                           |
| Dž dž            | džé                                                 | máskor                                             | [d͡ʒ]       | džús [d͡ʒu̞ːs]                                  |
| E e              | e vagy é                                            |                                                    | [ɛ]        | deň [ɟɛɲ]                                     |
| É é              | é vagy dlhé é                                       |                                                    | [ɛː]       | atlét [ˈatlɛːt]                               |
| eu               |                                                     |                                                    | [ɛʊ̯]       | Európa [ˈɛʊ̯rɔːpa]                             |
| F f              | ef                                                  | b, d, dz, dž, ď, g, h, z, ž előtt                  | [ʋ]        | korfbal [ˈkɔrʋbal]                            |
| F f              | ef                                                  | máskor                                             | [f]        | facka [ˈfat͡ska]                               |
| G g              | gé                                                  | szó végén                                          | [k]        | biľag [ˈbi̞ʎak]                                |
| G g              | gé                                                  | c, č, f, ch, k, p, s, š, t, ť előtt                | [k]        | glgček [ˈɡl̩kt͡ʃɛk]                             |
| G g              | gé                                                  | máskor                                             | [ɡ]        | algebra [ˈalɡɛbra]                            |
| H h              | há                                                  | szó végén                                          | [x]        | vrh [ʋrx]                                     |
| H h              | há                                                  | c, č, f, ch, k, p, s, š, t, ť előtt                | [x]        | kníhtlač [ˈkɲi̞ːxtlat͡ʃ]                        |
| H h              | há                                                  | máskor                                             | [ɦ]        | alkohol [ˈalkɔɦɔl]                            |
| Ch ch            | chá                                                 | b, d, dz, dž, ď, g, h, z, ž előtt                  | [ɣ]        | vrchhlava [ˈʋr̩ɣɦlaʋa]                         |
| Ch ch            | chá                                                 | máskor                                             | [x]        | dych [di̞x]                                    |
| I i              | i vagy í vagy mäkké i vagy jota                     | szláv eredetű szavakban a, e, u előtt              | [ɪ̯]        | kvietok [ˈkʋɪ̯ɛtɔk]                            |
| I i              | i vagy í vagy mäkké i vagy jota                     | magánhangzók előtt nem szláv eredetű szavakban     | [i̞j]       | história [ˈɦi̞stɔːri̞ja]                        |
| I i              | i vagy í vagy mäkké i vagy jota                     | máskor                                             | [i̞]        | slovenčina [ˈslɔʋɛnt͡ʃi̞na]                     |
| Í í              | í vagy dlhé í                                       |                                                    | [i̞ː]       | blízky [ˈbli̞ːski̞]                             |
| J j              | jé                                                  |                                                    | [j]        | dej [ɟɛj]                                     |
| K k              | ká                                                  | b, d, dz, dž, ď, g, h, z, ž előtt                  | [ɡ]        | jakby [ˈjaɡbi̞]                                |
| K k              | ká                                                  | máskor                                             | [k]        | právnik [ˈpraːʋɲi̞k]                           |
| L l              | el                                                  | magánhangzót nem tartalmazó szótagban              | [l̩]        | plný [ˈpl̩ni̞ː]                                 |
| L l              | el                                                  | e, i, í előtt, szláv eredetű szavakban             | [ʎ]        | babulienka [ˈbabu̞ʎɪ̯ɛŋka]                      |
| L l              | el                                                  | máskor                                             | [l]        | guláš [ˈɡu̞laːʃ]                               |
| Ĺ ĺ              | dlhé el                                             |                                                    | [l̩ː]       | mĺkvy [ˈml̩ːkʋi̞]                               |
| Ľ ľ              | eľ vagy mäkké el                                    |                                                    | [ʎ]        | koľko [ˈkɔʎkɔ]                                |
| M m              | em                                                  | f, v, w előtt                                      | [ɱ]        | symfonik [ˈsi̞ɱfɔˌni̞k]                         |
| M m              | em                                                  | máskor                                             | [m]        | sedem [ˈsɛɟɛm]                                |
| N n              | en                                                  | k, g, q előtt                                      | [ŋ]        | brnkať [ˈbr̩ŋkac]                              |
| N n              | en                                                  | p, f, m, p, v előtt                                | [m]        | hanba [ˈhamba]                                |
| N n              | en                                                  | e, i, í előtt, szláv eredetű szavakban             | [ɲ]        | parník [ˈparɲi̞ːk]                             |
| N n              | en                                                  | e, i, í előtt, nem szláv eredetű szavakban         | [n]        | vulkanit [ˈʋu̞lkaˌni̞t]                         |
| N n              | en                                                  | máskor                                             | [n]        | písmeno [ˈpi̞ːsmɛˌnɔ]                          |
| Ň ň              | eň vagy mäkké en                                    |                                                    | [ɲ]        | oheň [ˈɔɦɛɲ]                                  |
| O o              | o                                                   |                                                    | [ɔ]        | jako [ˈjakɔ]                                  |
| Ó ó              | ó vagy dlouhé ó                                     |                                                    | [ɔː]       | móda [ˈmɔːda]                                 |
| Ô ô              | ô                                                   |                                                    | [ʊ̯ɔ]       | babôčka [ˈbabʊ̯ɔt͡ʃka]                          |
| ou               |                                                     |                                                    | [ɔʊ̯]       | nad Bebravou [ˈnadbɛbraʋɔʊ̯]                   |
| P p              | pé                                                  | b, d, dz, dž, ď, g, h, z, ž előtt                  | [b]        | krepdešín [ˈkrɛbdɛˌʃi̞ːn]                      |
| P p              | pé                                                  | máskor                                             | [p]        | písmeno [ˈpi̞ːsmɛˌnɔ]                          |
| Q q              | kvé                                                 |                                                    | [k] / [kʋ] | tequila [ˈtɛki̞ˌla] tuttiquanti [ˈtu̞tːi̞kʋanti̞] |
| R r              | er                                                  | magánhangzót nem tartalmazó szótagban              | [r̩]        | srdce [ˈsr̩t.t͡sɛ]                              |
| R r              | er                                                  | máskor                                             | [r]        | originál [ˈɔri̞ɡi̞naːl]                         |
| Ŕ ŕ              | dlhé er                                             |                                                    | [r̩ː]       | bŕľať sa [ˈbr̩ːʎacsa]                          |
| S s              | es                                                  | b, d, dz, dž, ď, g, h, z, ž előtt                  | [z]        | prosba [ˈprɔzba]                              |
| S s              | es                                                  | máskor                                             | [s]        | prosím [ˈprosiːm]                             |
| Š š              | eš                                                  | b, d, dz, dž, ď, g, h, z, ž előtt                  | [ʒ]        | vŕšba [ˈʋr̩ːʒba]                               |
| Š š              | eš                                                  | máskor                                             | [ʃ]        | arašid [ˈaraʃi̞t]                              |
| T t              | té                                                  | b, d, dz, dž, ď, g, h, z, ž előtt                  | [d]        | futbal [ˈfu̞dbal]                              |
| T t              | té                                                  | máskor                                             | [t]        | tvrdý [ˈtʋr̩di̞ː]                               |
| Ť ť              | ťé vagy mäkké té                                    | b, d, dz, dž, ď, g, h, z, ž előtt                  | [ɟ]        | päťbojár [ˈpæɟbɔjaːr]                         |
| Ť ť              | ťé vagy mäkké té                                    | máskor                                             | [c]        | oťapiť [ˈɔcapi̞c]                              |
| U u              | u                                                   |                                                    | [u̞]        | titul [ˈti̞tu̞l]                                |
| Ú ú              | ú vagy dlouhé ú                                     |                                                    | [u̞ː]       | anúria [ˈanu̞ːri̞ja]                            |
| V v              | vé vagy jednoduché vé                               | c, č, f, ch, k, p, s, š, t, ť előtt                | [f]        | výborovka [ˈʋi̞ːbɔrɔka]                        |
| V v              | vé vagy jednoduché vé                               | b, d, dz, dž, ď, g, h, j, v, z, ž előtt előtt      | [v]        | stavba [ˈstavba]                              |
| V v              | vé vagy jednoduché vé                               | szótag végén magánhangzó után, de nem n és ň előtt | [ʊ̯]        | aktív [ˈakti̞ːʊ̯] kravský [ˈkraʊ̯ski̞ː]           |
| V v              | vé vagy jednoduché vé                               | máskor                                             | [ʋ]        | krv [kr̩ʋ]                                     |
| W w              | dvojté vé                                           |                                                    | [ʋ] / [ʊ̯]  | watt [ˈvat] bowle [bɔʊ̯l]                      |
| X x              | iks                                                 | szó eleji ex--ben, magánhangzók előtt              | [gz]       | exekútor [ˈɛgzɛku̞ːtɔr]                        |
| X x              | iks                                                 | máskor                                             | [ks]       | bisexuál [ˈbi̞sɛksu̞.aːl]                       |
| Y y              | ypsilon vagy tvrdé y                                |                                                    | [i̞]        | blyšťať sa [ˈbli̞ʃcacsɛ]                       |
| Ý ý              | dlhé ypsilon                                        |                                                    | [i̞ː]       | bodrý [ˈbɔdri̞ː]                               |
| Z z              | zé vagy zet                                         | szó végén                                          | [s]        | aniz [ˈani̞s]                                  |
| Z z              | zé vagy zet                                         | c, č, f, ch, k, p, s, š, t, ť előtt                | [s]        | rozpad [ˈrɔspat]                              |
| Z z              | zé vagy zet                                         | máskor                                             | [z]        | fazuľka [ˈfazu̞ʎka]                            |
| Ž ž              | žé vagy žet                                         | szó végén                                          | [ʃ]        | kríž [kri̞ːʃ]                                  |
| Ž ž              | žé vagy žet                                         | c, č, f, ch, k, p, s, š, t, ť előtt                | [ʃ]        | bezcenný [ˈbɛst͡sɛnːi̞ː]                        |
| Ž ž              | žé vagy žet                                         | máskor                                             | [ʒ]        | zmrzlina [ˈzmr̩zʎi̞na]                          |

## A hangsúly
A szlovák szavak általában az első szótagjukon hangsúlyosak. A szó elejétől számolva a hosszabb szavak páratlan szótagjai mellékhangsúlyt kaphatnak: najkrajší [ˈnajkrajʃiː]. Néha előfordul, hogy a negyedik szótag lesz mellékhangsúlyos: najzelenejší [ˈnajzɛlɛˌɲɛjʃiː].
Van néhány hangsúlytalan szó is, ezek általában különböző elöljárók. Normál beszédben azonban ezek a szavak is lehetnek hangsúlyosak, mégpedig azért, mert összekapcsolódnak a vonatkozó szóval, így egy egységet alkotnak, és ennek az egységnek az első szótagja lesz hangsúlyos: do Prahy [ˈdɔpraˌɦi].

## Nyelvjárások
- A keleti nyelvjárásokban nem különböztetik meg a hosszú hangokat a rövidektől, így helyesírástól függetlenül minden magánhangzót röviden ejtenek. Itt a hangsúly általában az utolsó előtti szótagon van, mint a lengyelben.
- A nyugati nyelvjárásokban az ľ kiejtése megegyezik az l-ével ([l]), az ň-é az n-ével ([n]): kráľ [kraːl], neviem [ˈnɛvɪ̯ɛm]. Itt gyakran nem tartják be a hosszúságszabályt (csak egy hosszú hang lehet egy szóban) és a standard nyelvben álló rövid hangok helyett is hosszút ejtenek: biely [ˈbɪ̯ɛli̞ː].